# 톰 브레이디

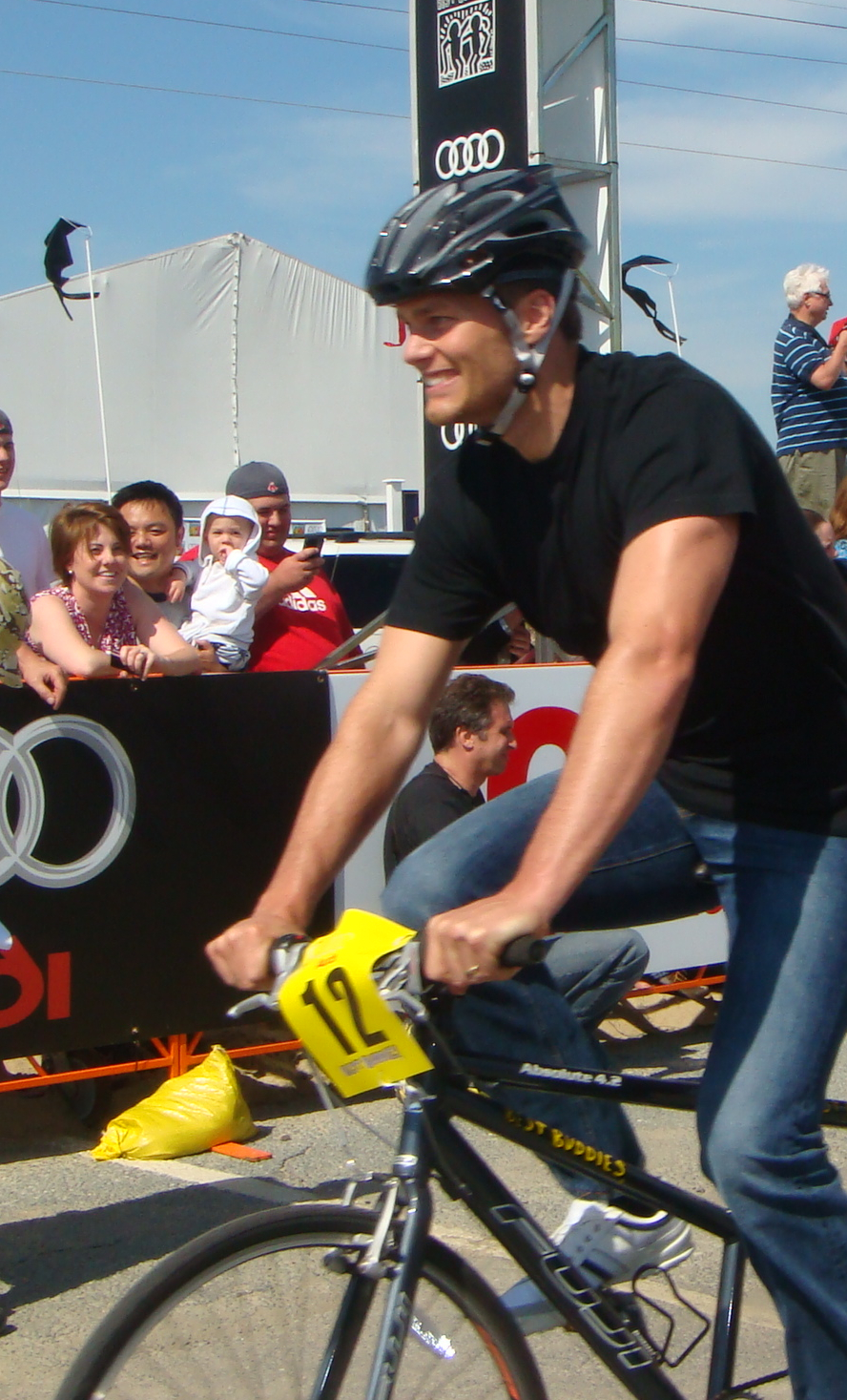
톰 브레이디

토머스 에드워드 패트릭 "톰" 브레이디 주니어(영어: Thomas Edward Patrick "Tom" Brady Jr., 1977년 8월 3일~)는 미국의 미식축구 선수이다. 현재 탬파베이 버커니어스 소속이며 포지션은 쿼터백이다.
미시간 대학교에서 대학 미식축구를 하였고, 2000년 NFL 신인 드래프트에서 뉴잉글랜드 패트리어츠에 6라운드 전체 199위로 지명되었다. 노련한 경기 운영과 탁월한 패싱 감각으로 총 10번의 슈퍼볼에 진출하여 슈퍼볼 7회 우승을 하고 5회의 슈퍼볼 MVP와 3회의 NFL MVP에 오르는등 NFL 역사상 최고의 선수로 평가받는 레전드이다. 스포츠 일러스트레이티드 선정 ‘2005년 올해의 스포츠맨’에 올랐으며, 2007년에는 ‘가장 역동적인 플레이를 하는 미국 프로선수’ 부분 1위를 차지하는 등 여러 설문조사에서 1위를 기록하며 미국 최고의 남성으로 평가받고 있다. 그는 NFL 사상 최단기간 100승을 올린 선수로 기록되었는데, 이는 슈퍼볼 4회 우승에 빛나는 조 몬태나보다 16경기, 그린베이 패커스의 브렛 파브(Brett Favre)보다 29경기나 빠른 기록이다.

## 출생~유년
캘리포니아의 샌머테이오에서 태어나, 주니페로 세라 고등학교 (Junipero Serra High School)을 졸업했다. 고교 시절 미식축구와 야구를 동시에 했던 그는 1995년 메이저 리그 야구 팀인 몬트리올 엑스포스(현 워싱턴 내셔널스)로부터 지명을 받았지만 미시간 대학에 진학했다.

## 대학 시절
미시간 대학 진학 후 미식축구를 선택한 그는 그리 큰 두각을 나타내지 못했다. 쟁쟁한 선배들에게 밀려 첫 2년간 예비 선수에 머물렀다. 1997년까지만 해도 출전 시간을 따내기 위해 고군분투하던 그는, 기회의 부족에서 온 좌절감과 화를 극복하고자 스포츠 심리학자의 상담을 받기도 했다. 1998년부터 그는 당시 팀의 주전 쿼터백이었던 드루 헨슨(Drew Henson)과 주전자리를 놓고 경쟁하기 시작했으며 매 게임 출전하기 시작했다. 주전으로 시작한 그 첫 해에 그는 미시간 대학의 기록 – 최다 패스 시도 (350회)와 시즌 최다 패스 성공 (214회) – 을 세웠다. 그는 1998년 팀이 25경기 중 20경기를 승리하도록 만들었으며 시트러스 볼(Citrus Bowl)에서 아칸소를 상대로 이김으로써 그 해 시즌을 마감했다. 1999년에는 369야드를 던지고 4개의 터치다운을 만들어냄으로써 미시간 대학이 알라바마를 상대로 오렌지볼(Orange Bowl)에서 우승하게 만들었다. 그는 미시간 대학 역사에서 442개의 패스 성공과 710개의 패스 시도로 3번째 우수 선수로 등록되었다.

## NFL 진출 이후
그는 2000년 NFL 신인 드래프트에서 뉴잉글랜드 패트리어츠에 199위로 지명되었으며 이후 쭉 뉴잉글랜드 패트리어츠의 쿼터백으로 활동했다.

### 2000, 2001년
2000년 그는 시즌 14주 동안 한번도 경기에 출전하지 못했다. 2001년 그는 당시 선발 선수였던 쿼터백 드루 블레드소(Drew Bledsoe)가 뉴욕 제츠와의 경기에서 부상을 당해 그 다음 경기부터 선발 선수가 되는 행운을 안았다. NFL 진출 첫 경기에서 인디애나폴리스 콜츠를 상대로 44:13의 승리를 만들어낸 그는 이후 계속해서 선발 출전해 승승장구한다. 정규 시즌 15경기 중 14경기를 쿼터백으로 선발 출전하여 413개의 패스 중 264개를 성공시킴으로써 총 2,843야드를 전진시켰다. 그로써 그는 18개의 터치다운과 12개의 인터셉트를 만들어냈다. 또한 그는 포스트시즌에서 6야드 러시 질주로 터치다운을 기록한 사상 최초의 쿼터백이 되었고, 폭설 속에서 벌어진 경기에서도 61.5%의 패스 성공률을 보였다. 피츠버그 스틸러스와의 AFC 챔피언십 게임에서 그는 발목 부상을 당하고 예전 주전이었던 블레드소가 그의 자리를 메워 뉴잉글랜드 패트리어츠는 승리한다. 슈퍼볼에서 다시 출전한 그는 2쿼터에서 데이비드 패튼(David Patten)에게 8야드 터치다운 패스를 성공시켰고, 145야드를 던지고 1개의 터치다운, 0개의 인터셉트의 기록으로 36회 슈퍼볼 MVP가 되었다. 프로 볼(Pro Bowl)에도 출전하였다.

### 2002년
그는 28개의 터치다운 패스로 리그를 이끌었다. 패트리어츠의 16경기 모두 선발 출전한 그는 601개의 패스 중 373개를 성공시켜 총 3764야드를 전진시켰다. 601개 패스 시도의 기록으로 AFC에서 3위에, 373개 패스 성공의 기록으로 4위에, 3764야드의 패싱 야드로 4위에 랭크되었다. 그는 14의 터치다운-인터셉트 비율로, 단일 시즌 총계로는 4번째로 높은 기록을 만들었다. 시즌의 첫 9개 경기에서 1개의 터치다운 패스를 성공시켰으며 ‘AFC 이 주의 공격수’에 두 번(9월 9일 대 피츠버그, 11월 3일 대 버팔로) 선정되었다. 당시 그는 어깨 부상에서 헤어나오지 못했으나, 선발 출전을 놓치지는 않았다.

### 2003년
2002년에 이어 2년 연속 시즌에서 16 경기를 선발 출전하였고 38회 슈퍼볼 MVP로 선정되었다. 317개의 패스를 성공시키고 3620야드를 전진시켰으며 23개의 터치다운을 만들어냄으로써 정규 시즌을 마무리 지은 그는 527개의 패스 시도로 AFC에서 2위를 기록했으며, 3620야드의 패싱 야드로 3위, 317개의 패스 성공으로 4위를 기록했다. 50야드 이상의 세 개의 터치다운 패스를 기록했으며 45야드 이상의 패스 7개를 성공시켰다. 패서(passer) 평점 100점 이상을 6경기에서 기록하기도 했다. 48개 패스중 32개를 성공시키고 354야드를 전진시켰으며 3개의 터치다운을 만들어냄으로써 그는 패트리어츠가 캐롤라이나 팬더스를 꺾고 38회 슈퍼볼에서 우승하게 만들었으며, 자신 역시 슈퍼볼 MVP의 영광을 다시 한 번 안았다.

### 2004년
2002, 2003년에 이어 3년 연속 시즌에서 16경기를 선발 출전하였다. 그는 패트리어츠가 전년부터 21연승을 하게 만듦으로써 NFL 기록을 정립하는 데 일조하였다. 이 기록은 프로 풋볼 명예의 전당(Pro Football Hall of Fame)에서 기려진다. 패트리어츠는 또한 4년간 3번 AFC 동부 타이틀에서 우승하였다. 그는 AFC 플레이오프에서 패트리어츠가 인디애나폴리스 콜츠와 피츠버그 스틸러스를 꺾도록 도왔으며, 특히 전날 밤 39.4도의 열이 나는 최악의 컨디션에도 불구하고 피츠버그전에서 그 해 그의 최고의 경기를 펼쳤다. 92.6점의 패서(passer) 평점으로 패트리어츠 사상 2번째로 높은 기록을 만들었다. 그의 개인 기록인 28개의 터치다운 패스에 타이 기록을 내면서 AFC 2위로 시즌을 마쳤다. 플레이오프에서 109.4점의 평점으로 NFL을 이끌었으며 2004년 플레이오프에서 인터셉트를 던지지 않은 유일한 쿼터백이었다. 프로 볼에 출전했으며, 그의 팀 동료들에 의해 2004년 시즌 오펜스 캡틴으로 선정되었다. 2005년 2월 6일 열린 39회 슈퍼볼에서 그는 236야드를 전진시키고 2개의 터치다운을 성공시켰으며 패트리어츠는 필라델피아 이글스에 24대 21로 승리하였다.

### 2005년
3번째로 프로 볼에 출전할 수 있게 되었다. 그는 팀 동료들에 의해 2005년 시즌 오펜스 캡틴으로 선정되었다. 정규 시즌 78회 경기 연속 출전하게 되었으며 NFL 쿼터백 중 3번째로 긴 연속 출전 상태를 기록했다. 38회 경기 중 35경기에서 경기당 적어도 1개의 터치다운 패스를 던졌다. 2005년의 4개의 대회를 포함하여 정규 시즌 12 경기에서 300야드 이상의 패싱 야드를 기록하였으며 9월 18일 캐롤라이나와의 경기에서 대니얼 그레이엄(Daniel Graham)에게 1야드 토스로 터치다운 패스를 줌으로써 그의 정규 시즌 100회 경기를 달성했다. 334개의 패스 성공으로 AFC 2위로 시즌을 끝냈으며 26개의 터치다운 패스로 AFC 3위를 기록했다. 10월 9일 아틀란타 팰콘스와의 경기에서는 27개의 패스 중 22개를 성공시키고 350야드를 전진하고, 3개의 터치다운을 성공시켜 ‘AFC 이 주의 공격수’로 선정되기도 했다. 12월 26일 뉴욕 제츠와의 경기 후, 패트리어츠 역사상 한 시즌 동안 4000야드 이상을 패스 전진시키게 된 2번째 선수로 기록되었다. 경기에 출전하지는 못했지만 그는 40회 슈퍼볼에 공식 코인 토서로서, 그리고 슈퍼볼 MVP 수상자 축하의 일환으로서 모습을 드러냈다.

### 2006년
역시 팀 동료들에 의해 오펜스 캡틴으로 선정되었다. 3529 패싱 야드와 319개의 패스 성공, 24개의 터치다운 패스를 기록하며 AFC 3위가 되었다. 연속 108경기를 출전하게 됨으로써 시즌을 마쳤으며, NFL 쿼터백 중 3번째로 긴 연속 출전 상태를 기록했다. 두 번의 경기에서 경기에서 각각 4개의 터치다운 패스를 성공시키는 기염을 토했으며 2006년에만 6회 이상 100점 이상의 평점을 기록했다. 그리고 이 해에만 300야드 이상의 패싱 야드를 기록했다. AFC 챔피언십 경기에서 패트리어츠는 인디애나폴리스와 또다시 맞닥뜨리게 되었고 하프타임까지 21:6으로 경기를 이끌어나가지만 전세가 역전되었고, 마지막에 브레이디의 패스가 인터셉트 당함으로써 패트리어츠는 패배했다.

### 2007년
2007년에 들어 뉴잉글랜드 패트리어츠는 웨스 웰커(Wes Welker), 랜디 모스(Randy Moss) 등의 와이드 리시버들을 영입하게 되는데 그 중에서도 모스와 브레이디의 결합에 스포츠 관련인들은 매우 큰 기대를 걸었다. 결국 이들의 활약으로 패트리어츠는 4대 스포츠를 통틀어 113년 만에 18전 전승을 기록하며 4번째 슈퍼볼 티켓을 거머쥐게 되었다. 그러나 세계 미식축구인의 예상과 달리 뉴욕 자이언츠에 패함으로써 슈퍼볼 우승의 영광을 놓치고 말았다.

### 2008년
2008년 프리 시즌에서 브레이디는 무릎부상으로 단 한 경기도 출전하지 못했다. 이어 정규시즌 첫경기에 출전했으나 캔자스시티 치프스와의 경기에서 무릎부상으로 시즌을 마감했다.

### 2009년
부상에서 복귀한 첫 경기에서 378 패싱야드와 2개의 터치다운을 기록한 탐 브레이디는 13번째로 'AFC 이 주의 공격수'로 선정되었다. 10월 18일 경기에서는 2쿼터에 5개의 터치다운을 기록하며 한 쿼터 최다 터치다운 기록을 세웠다. 브레이디는 최종적으로 6개의 터치다운을 하였고 패트리어츠는 전반 종료 후 최대점수차 리드 기록(45-0)을 세우며 59-0으로 승리하였다. 볼티모어 레이번즈와의 와일드 카드 경기에서 브레이디는 인터셉트 3개를 당하였고 패트리어츠는 33-14로 패했다.

## 통계

### 패스
| 년   | 소속팀                | G   | Att   | Comp  | Pct  | Att/G | Yds    | Avg | Yds/G | TD  | TD% | Int | Int% | Lng | 20+ | 40+ | Sck | SckY  | Rate  |
| ---- | --------------------- | --- | ----- | ----- | ---- | ----- | ------ | --- | ----- | --- | --- | --- | ---- | --- | --- | --- | --- | ----- | ----- |
| 2000 | 뉴잉글랜드 패트리어츠 | 1   | 3     | 1     | 33.3 | 3.0   | 6      | 2.0 | 6.0   | 0   | 0.0 | 0   | 0.0  | 6   | 0   | 0   | 0   | 0     | 42.4  |
| 2001 | 뉴잉글랜드 패트리어츠 | 15  | 413   | 264   | 63.9 | 27.5  | 2,843  | 6.9 | 189.5 | 18  | 4.4 | 12  | 2.9  | 91T | 32  | 6   | 41  | 216   | 86.5  |
| 2002 | 뉴잉글랜드 패트리어츠 | 16  | 601   | 373   | 62.1 | 37.6  | 3,764  | 6.3 | 235.2 | 28  | 4.7 | 14  | 2.3  | 49T | 37  | 3   | 31  | 190   | 85.7  |
| 2004 | 뉴잉글랜드 패트리어츠 | 16  | 474   | 288   | 60.8 | 29.6  | 3,692  | 7.8 | 230.8 | 28  | 5.9 | 14  | 3.0  | 50  | 52  | 10  | 26  | 162   | 92.6  |
| 2005 | 뉴잉글랜드 패트리어츠 | 16  | 530   | 334   | 63.0 | 33.1  | 4,110  | 7.8 | 256.9 | 26  | 4.9 | 14  | 2.6  | 71  | 59  | 9   | 26  | 188   | 92.3  |
| 2003 | 뉴잉글랜드 패트리어츠 | 16  | 527   | 317   | 60.2 | 32.9  | 3,620  | 6.9 | 226.2 | 23  | 4.4 | 12  | 2.3  | 82T | 44  | 8   | 32  | 219   | 85.9  |
| 2006 | 뉴잉글랜드 패트리어츠 | 16  | 516   | 319   | 61.8 | 32.2  | 3,529  | 6.8 | 220.6 | 24  | 4.7 | 12  | 2.3  | 62T | 46  | 8   | 26  | 175   | 87.9  |
| 2007 | 뉴잉글랜드 패트리어츠 | 16  | 578   | 398   | 68.9 | 36.1  | 4,806  | 8.3 | 300.4 | 50  | 8.7 | 8   | 1.4  | 69T | 56  | 15  | 21  | 128   | 117.2 |
|      | 총계                  | 112 | 3,642 | 2,294 | 63.0 | 32.5  | 26,370 | 7.2 | 235.4 | 197 | 5.4 | 86  | 2.4  | 91  | 326 | 59  | 203 | 1,278 | 92.9  |

### 러시
| 년   | 소속팀                | G   | Att | Att/G | Yds | Avg | Yds/G | TD | Lng | 1st | 1st% | 20+ | 40+ | FUM |
| ---- | --------------------- | --- | --- | ----- | --- | --- | ----- | -- | --- | --- | ---- | --- | --- | --- |
| 2000 | 뉴잉글랜드 패트리어츠 | 1   | --  | 0.0   | --  | --  | --    | -- | --  | --  | --   | --  | --  | --  |
| 2001 | 뉴잉글랜드 패트리어츠 | 15  | 36  | 2.4   | 43  | 1.2 | 2.9   | 0  | 12  | 7   | 19.4 | 0   | 0   | 3   |
| 2002 | 뉴잉글랜드 패트리어츠 | 16  | 42  | 2.6   | 110 | 2.6 | 6.9   | 1  | 15  | 20  | 47.6 | 0   | 0   | 6   |
| 2003 | 뉴잉글랜드 패트리어츠 | 16  | 42  | 2.6   | 63  | 1.5 | 3.9   | 1  | 11  | 11  | 26.2 | 0   | 0   | 4   |
| 2004 | 뉴잉글랜드 패트리어츠 | 16  | 43  | 2.7   | 28  | 0.7 | 1.8   | 0  | 10  | 12  | 27.9 | 0   | 0   | 2   |
| 2005 | 뉴잉글랜드 패트리어츠 | 16  | 27  | 1.7   | 89  | 3.3 | 5.6   | 1  | 15  | 16  | 59.3 | 0   | 0   | 0   |
| 2006 | 뉴잉글랜드 패트리어츠 | 16  | 49  | 3.1   | 102 | 2.1 | 6.4   | 0  | 22  | 13  | 26.5 | 1   | 0   | 1   |
| 2007 | 뉴잉글랜드 패트리어츠 | 16  | 37  | 2.3   | 98  | 2.6 | 6.1   | 2  | 19  | 14  | 37.8 | 0   | 0   | 1   |
|      | 총계                  | 112 | 276 | 2.5   | 533 | 1.9 | 4.8   | 5  | 22  | 93  | 33.7 | 1   | 0   | 17  |

### 리시빙
| 년   | 소속팀                | G   | Rec | Yds | Avg  | Yds/G | Lng | TD | 20+ | 40+ | 1st | FUM |
| ---- | --------------------- | --- | --- | --- | ---- | ----- | --- | -- | --- | --- | --- | --- |
| 2000 | 뉴잉글랜드 패트리어츠 | 1   | --  | --  | --   | 0.0   | --  | -- | --  | --  | --  | --  |
| 2001 | 뉴잉글랜드 패트리어츠 | 15  | 1   | 23  | 23.0 | 1.5   | 23  | 0  | 1   | 0   | 1   | 0   |
| 2002 | 뉴잉글랜드 패트리어츠 | 16  | --  | --  | --   | 0.0   | --  | -- | --  | --  | --  | --  |
| 2003 | 뉴잉글랜드 패트리어츠 | 16  | --  | --  | --   | 0.0   | --  | -- | --  | --  | --  | --  |
| 2004 | 뉴잉글랜드 패트리어츠 | 16  | --  | --  | --   | 0.0   | --  | -- | --  | --  | --  | --  |
| 2005 | 뉴잉글랜드 패트리어츠 | 16  | --  | --  | --   | 0.0   | --  | -- | --  | --  | --  | --  |
| 2006 | 뉴잉글랜드 패트리어츠 | 16  | --  | --  | --   | 0.0   | --  | -- | --  | --  | --  | --  |
| 2007 | 뉴잉글랜드 패트리어츠 | 16  | --  | --  | --   | 0.0   | --  | -- | --  | --  | --  | --  |
|      | 총계                  | 112 | 1   | 23  | 23.0 | 0.2   | 23  | 0  | 1   | 0   | 1   | 0   |

## 사생활
배우 브리짓 모이너핸과 2004년부터 2006년 말까지 사귀었고, 모이너핸은 브레이디와 결별할 무렵 브레이디의 아이를 임신하였다. 2007년 8월 22일 샌타모니카의 세인트 존스 헬스 센터(Saint John's Health Center)에서 모이너핸은 아들을 출산하였다. 이름은 브레이디의 이름과 미들 네임을 따서 존 에드워드 토머스 모이너핸(John Edward Thomas Moynahan)이다. 2009년 브라질의 모델 지젤 번천과 결혼하여 슬하에 1남 1녀를 두었으며, 2022년 10월 지젤과 이혼했다.